# Gahmen
Gahmen (früher auch: Gamini/Gamen) ist mit fast 4.000 Einwohnern ein Ortsteil bzw. statistischer Bezirk von Lünen (Nordrhein-Westfalen). Er gehört zur Gemarkung 1277 Gahmen.

## Geographie
Gahmen befindet sich am südlichen Rand der Stadt. Es grenzt im Norden an den Ortsteil Osterfeld, im Westen an den Ortsteil Brambauer und im Osten an den Ortsteil Lünen-Süd. Im Süden bildet es die Stadtgrenze zum Dortmunder Stadtteil Derne. Die Grenzen Gahmens wurden in der Vergangenheit mehrmals reguliert; so liegt der Hof Schulz-Gahmen mittlerweile in dem statistischen Bezirk Osterfeld und nicht mehr – wie seit Jahrhunderten – im gewachsenen Ortsteil Gahmen.

## Geschichte
Gahmen wurde bereits im Hochmittelalter als Schultz zu Gahmen erwähnt. Es war seit 1905 Teil des Amtes Derne und wurde am 1. Oktober 1923 auf Betreiben des Landwirts und Politikers Paul Schulz-Gahmen nach Lünen eingemeindet. Damals hatte Gahmen 1612 Einwohner.
Im Jahr 1987 hatte der Ortsteil Gahmen insgesamt 3490 Einwohner. Im Jahr 2006 waren es 3873.

## Wirtschaft und Infrastruktur
Während des Mittelalters und der Renaissance war Gahmen dem Ackerbau vorbehalten. Die hiesige Landwirtschaft wurde vor allem durch den Schulzenhof (heute: Hof Schulz-Gahmen) betrieben, der später durch eine Kornbrennerei erweitert wurde. Das Hofgut befindet sich immer noch im Familienbesitz. Im Zuge der Industrialisierung wurde 1873 von der Zeche Preußen der Schacht 2 („Preußen I/2“ – „Prinz Heinrich“) abgeteuft, welcher 1902 seinen Betrieb aufnahm. In der Zeit der Kohlekrise wurde er 1926 stillgelegt und abgedeckt. Trotz der Schließung wurde in den Folgejahren nach 1962 durch die Zeche Gneisenau der Steinkohlenbergbau unter Gahmen vorangetrieben. Dies führte im 20. Jahrhundert zu einer Senkung der Oberfläche und des Grundwasserspiegels sowie zu erheblichen Bergbauschäden, die als Gahmener Loch ein Tal in die Landschaft rissen. 1985 stellte auch Gneisenau ihre Förderung ein. Auf dem ehemaligen Zechengelände in Gahmen steht heute ein Gewerbegebiet. An die Bergbaugeschichte erinnert noch die 1900 ebenfalls auf dem Bauernland von Carl Schulz-Gahmen errichtete Siedlung Karlstraße in Gahmen-Nord. Im Nordwesten des Ortsteils, am Buchenberg, befindet sich seit 1916 der Standort einer Kupferhütte der Aurubis AG (ehemals Hüttenwerke Kayser AG).
Im Norden Gahmens befindet sich der Datteln-Hamm-Kanal, der die Ortsteilbebauung voneinander trennt. An ihm liegt der sogenannte Shellhafen. Bis zum Bau der vierspurigen Trasse der B 236 verfügte Gahmen über eine eigene Anschlussstelle, die zur A 2 führte. Diese wurde jedoch Ende 1983, beim Bau des Kreuzes Dortmund-Nordost, abgerissen.
Außerdem steht in Gahmen die Grundschule Overbergschule (früher Vinckeschule).

## Politik

### Kreistag
Jens Hebebrand (SPD) vertritt Gahmen im Kreistag des Kreises Unna.

### Stadtrat
Robin Wojtak (SPD) vertritt Gahmen im Rat der Stadt Lünen.

## Sport und Freizeit

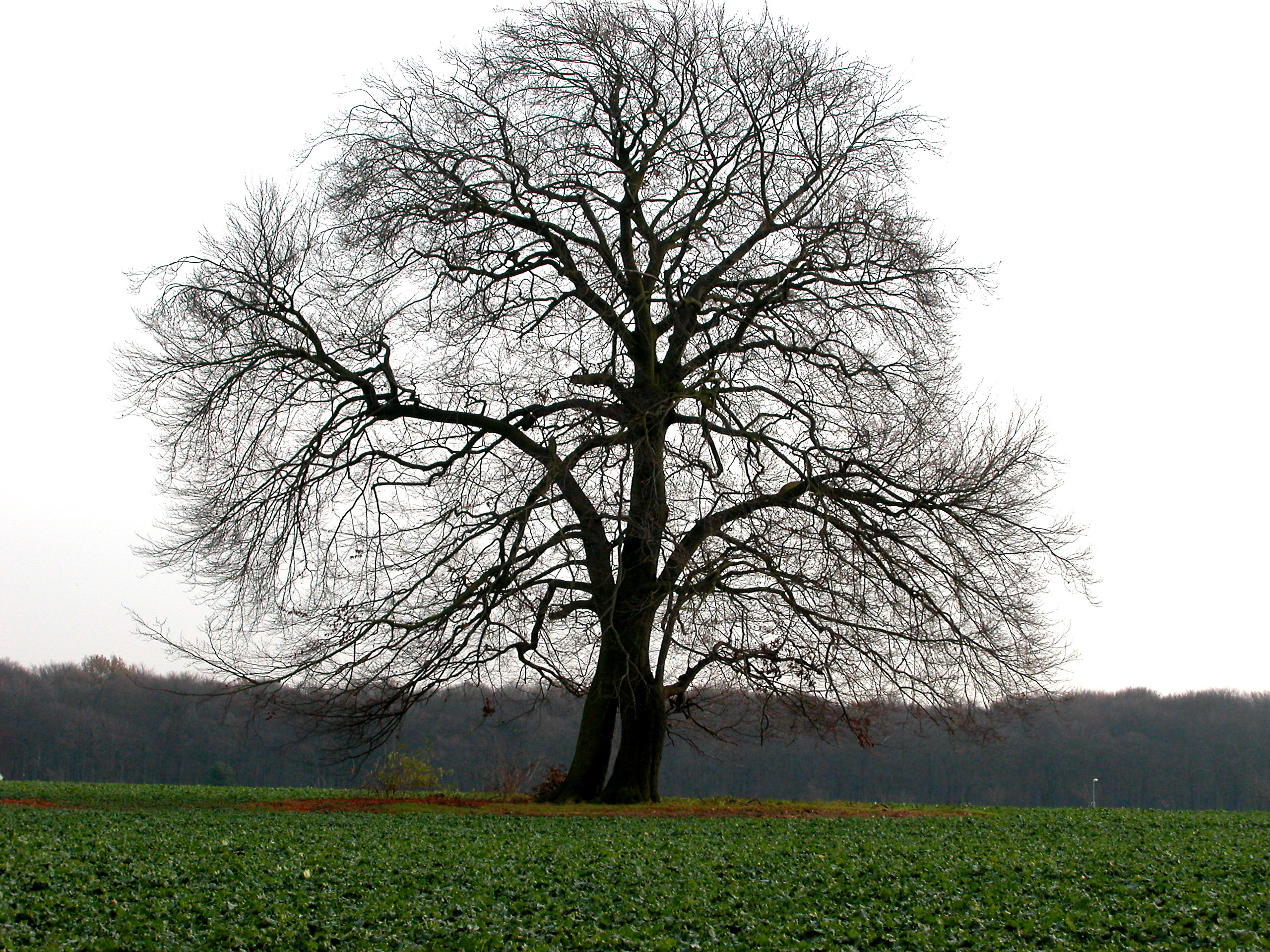
Napoleonsbuche (Lünen-Gahmen)

In Gahmen sind mehrere Sportvereine aktiv, unter anderem der Fußballverein SG Gahmen 24/74, der Tischtennisverein TTC Gahmen 1960 e. V., die Basketballabteilung des VfB 08 Lünen und der Kanu- und Ski-Club Lünen e. V. Auch die Tennis-Gemeinschaft Gahmen, deren Herrenmannschaft in den 1990er Jahren in der 2. Bundesliga spielte, ist weiterhin sehr aktiv. Derzeit (ab 2013) spielen die Herren 60+ in der Regional-Liga. Nach Verstärkung durch renommierte ausländische Spieler wurde die Mannschaft in der Saison 2015 Westdeutscher Meister, was zur Teilnahme im September 2015 um die Deutsche Mannschaftsmeisterschaft in Hamburg berechtigte. In der Endrunde unterlag die TG Gahmen im Spiel um den Dritten Platz dem TC Aschheim. Deutscher Meister wurde der TC Klub an der Alster.
In Eschborn spielt Anfang September 2016 die TG Gahmen als Westdeutscher Meister 2016 wiederum um die Deutsche Tennis-Mannschaftsmeisterschaft 2016.
Am 4. September 2016 wurde die Tennisgemeinschaft Gahmen mit ihrer Herrenmannschaft 60+ in Eschborn Deutscher Mannschaftsmeister 2016. Sie schlug im Endspiel den Vorjahresdritten TC Aschheim; nach den Einzelspielen führte die TG Gahmen durch eine geschlossene Mannschaftsleistung uneinholbar mit 5 : 1; die Doppel wurden nicht mehr ausgespielt. Spitzenspieler bei der TG Gahmen war der Tennisweltmeister bei den Herren 55+ und 60+, der Australier Glenn Busby.
Die Endrunde 2017 der Deutschen Mannschaftsmeisterschaft der Herren 60+ im Tennis findet am 2. und 3. September bei der TG Gahmen statt. Neben der TG Gahmen spielen der TC Lörrach, der Club an der Alster und der TC Aschheim um den Titel. Am 3. September verteidigte die TG Gahmen e. V. seinen Titel als Deutscher Mannschaftsmeister im Tennis bei den Herren 60 durch einen 5:1-Sieg über den Club an der Alster Hamburg. Die Doppel wurden nicht mehr gespielt.
Am 2. September 2018 wurde die TG Gahmen, Herren 60, durch einen 5:4-Sieg über den TC GW Luitpoldpark München zum dritten Mal hintereinander Deutscher Mannschaftsmeister.
Trotz der intensiven industriellen Nutzung konnte Gahmen seine ländliche Prägung in weiten Teilen erhalten. Im Westen befindet sich das Naherholungsgebiet Gahmener Wald, an dessen Rand die unter Naturschutz stehende zweistämmige Napoleonsbuche (Lünen-Gahmen) steht. Des Weiteren verfügt der „Spielplatz am Wasser“ über ein eigenes Freibad.

## Ehrenbürger
- Paul Schulz-Gahmen (1867–1941), in Gahmen geboren, Landwirt und Politiker (Zentrum), MdR, Verleihung 1922